# ثوم كولماني
الثوم الكولماني (باللاتينية: Allium kollmannianum) نوع نباتي عشبي يتبع جنس الثوم من الفصيلة الثومية.

## الموئل والانتشار
ينتشر في جنوب بلاد الشام.